# 파도

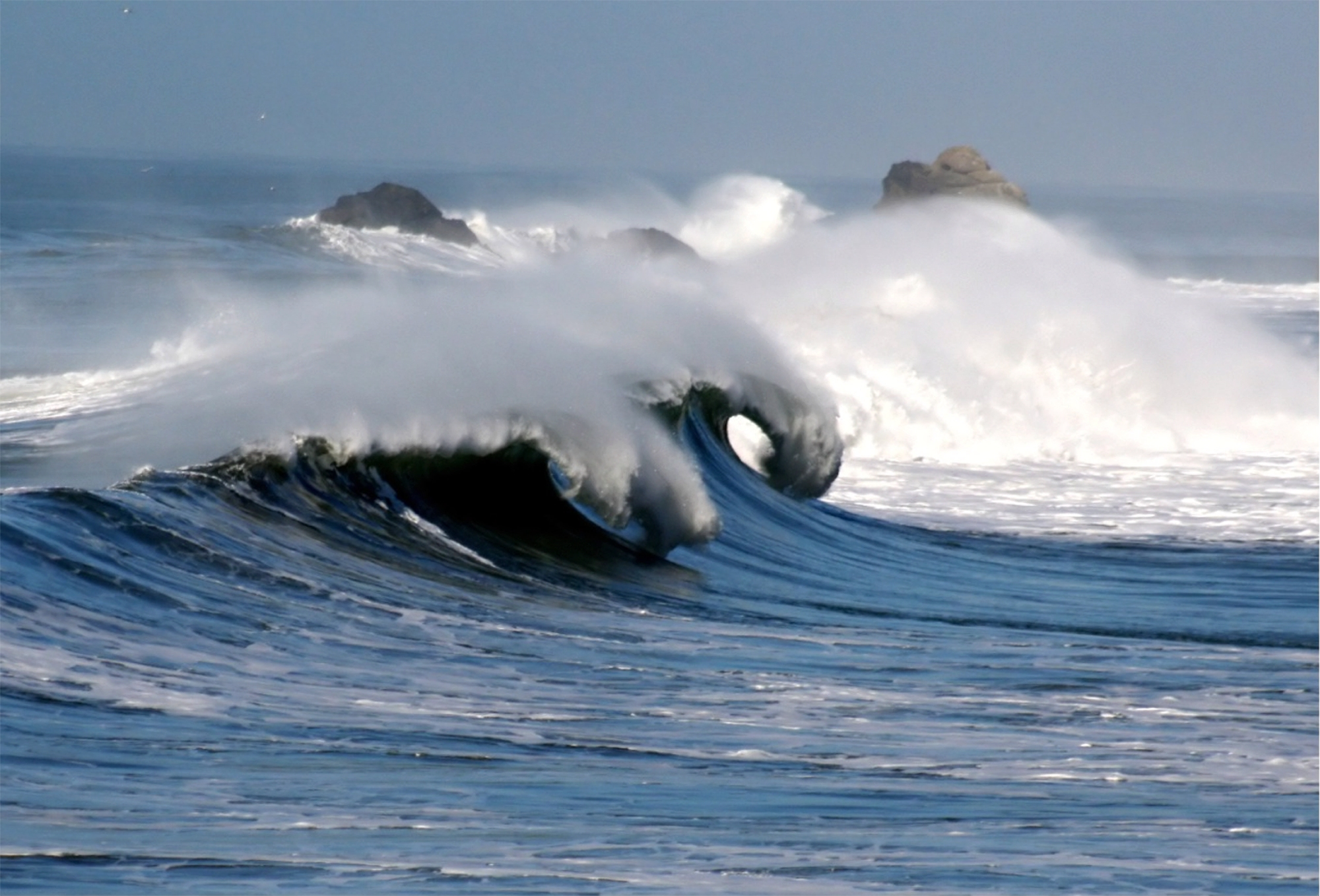
바다에 이는 파도

파도(波濤) 또는 파랑(波浪)은 바다나 호수, 강 등에서 바람에 의해 이는 물결을 말한다. 유체역학적으로는 자유표면에서 발생하는 표면파이며, 바람이 유체 표면의 넓은 면적 위를 불어 지나감으로써 생긴다. 대양의 파도는 육지에 부딪히기까지 수천 킬로미터를 여행할 수 있다. 보통 '파랑'은 잔물결에서 30m 규모의 큰 물결까지 통칭하는 말이며, 큰 물결을 주로 파도라고 하지만 모두 바람이 원인인 "Wind wave"의 개념이다. 이런 파도의 특성에 따라 워터파크에서 인공으로 파도를 가동함으로써 파도풀이 운영되고 있다.

## 파도의 종류
시간의 경과에 따라 발전하는 파도의 종류는 3가지가 있다:
- 표면장력파
- 해파(海波)
- 너울

파도는 달과 태양의 기조력에 의해 발생하는 조석, 바다밑 지진이나 산사태에 의해 발생하는 지진해일, 수중 폭발이나 운석 강하에 의해 발생하는 파도와는 구별되며 이 모든 것들은 파도보다 파장이 훨씬 더 긴 편이다.

## 풍파와 물결
해면에 이는 파도는 풍파와 물결 두 가지로 나눌 수 있다. 풍파는 직접 바람에 의해 생기는 것이며, 물결은 바람이 잠잠해진 뒤에 풍파가 오랜 여행 도중에 변화된 것이다. 파도가 멀리 전해질 때 마찰에 의해 에너지를 잃게 되는데, 그 소실량은 놀랄 만큼 작아 남반구에서 생긴 파도가 우리나라까지 도달하는 경우도 적지 않다.  풍파와 물결은 대개 뒤섞여서 존재하지만 이 두 가지를 식별하는 것은 간단하다. 풍파는 산이 뾰족하고, 산과 산 사이의 길이(파장)가 짧아서 몇 미터 내지 몇 십 미터 정도이다. 반면에 물결은 파도의 경사가 완만하고, 산도 둥그렇고 편평하며, 파장도 길어 때로는 수백 미터에 달한다. 파도의 산이 오고 나서 다음 산이 올 때까지의 시간을 주기라고 한다. 풍파의 주기는 짧아서 대체로 2-8초가 많다. 반면 물결의 주기는 길어서 5-15초 정도이다.  먼바다에서는 풍파가 눈에 많이 띄고 흰 포말을 일으키며 부서지는데, 해안에 가까울수록 물결이 눈에 많이 띄며 계속해서 연안으로 밀려온다. 말하자면 물결은 소형 해일이라고 해도 좋다. 풍파는 옆길이도 짧아 토막을 낸 것 같은데, 물결은 규칙적인 행렬을 이루면서 밀려와 해안선을 따라 거의 일직선으로 포말을 이루며 사라진다. 먼바다의 배가 서서히 크게 요동치는 것은 물결 때문이며, 뱃머리에 물보라를 일으키는 것은 풍파이다.  풍파가 커지는 조건을 생각해 보자. 예를 들어 북풍이 불고 있을 때 연못의 북쪽 기슭에는 잔물결이 일고 있을 뿐인데, 연못 수면을 따라 남쪽으로 눈을 돌리면 파도가 점점 거세져 남쪽 기슭에는 가장 큰 파도가 밀려온다. 바람이 불어오는 거리(시간)가 길수록 풍파가 커진다. 동해의 거센 파도는 겨울철에 북서 계절풍이 강하고, 바람이 불어오는 거리(시간)가 길기 때문에 생긴다. 이로써 생각할 수 있는 것은 동해의 폭이 더 넓으면 파도는 더욱 거세질 것이라고 예상할 수 있다.  파도와 파도가 부딪치면 파도의 산과 산 사이의 교점에 주먹 같은 뾰족한 파도가 생긴다. 이것을 삼각파라고 한다. 삼각파는 배를 침몰시킬 정도로 위력이 있기 때문에 바다를 항해하는 사람들에게 위협적인 존재가 되고 있다.

### 표면파와 장파
풍파와 물결은 공통된 성질을 갖고 있다. 이들은 자기 파장의 절반 이상의 깊이(파장이 100m라면 50m 이상의 깊이)의 바다를 진행할 때 각각의 물 입자는 진행 방향의 연직면 내에서 원 운동을 하면서 조금씩 전진한다. 이 원의 반지름은 해면에서 가장 크고, 바닷속으로 들어가면 급격히 작아지며, 파장의 절반 깊이에서는 해면 원의 약 4%의 반지름의 원이 된다. 따라서 파장의 절반 깊이에서 밑이 해저라도 또는 심해로 이어져 있어도 파도의 진행에는 큰 차이가 없다.  잠수정이 거친 바다에서도 거의 요동이 없는 것은 바닷속에 들어가면 바닷물의 움직임이 점차 작아지기 때문이다.  크게 보아 해면 근처의 물만 운동하는 파도를 표면파라고 한다. 따라서 풍파와 물결은 깊은 바다에서는 모두 표면파이다.  풍파와 물결은 얕은 곳으로 옴에 따라 점차 파장이 짧아지는데, 그 파장의 20분의 1 이하의 깊이까지 오면 물 입자는 타원을 그리며, 짧은 축은 연직 방향을 향한다. 또한 길이는 해면에서 가장 길어 수심이 깊어짐에 따라 0이 된다. 긴 축은 수평 방향을 가리키며, 그 길이는 깊이에 상관 없이 일정하다. 이와 같은 파장을 장파라고 한다. 깊은 바다로 온 표면파는 파장의 1/2-1/20 깊이에서 표면파와 장파의 중간 성질을 갖게 되며, 복잡한 주름 무늬를 그린다. 그 주름 무늬는 놀랄 만큼 정확하게 추적할 수 있다. 곶의 끝부분에서 약간 내려온 곳에 큰 파도가 나타나는 경우가 많은데, 이것도 주름 무늬로 인한 것이다.

## 연안류
파도의 진행에 따라서 물 입자가 조금씩 전진하는 성질은 표면파, 중간파, 장파 모두에 나타난다. 이 전진은 파도가 거칠수록 확연해진다. 그 결과 파도가 연안선의 경사에 들어올 때는 연안선을 따라 흐름이 만들어진다. 이것이 연안류로서, 해안의 모래 운동을 논할 때 중요한 흐름이다.

## 이안류
파도는 앞에서 말한 주름 무늬의 결과로서 해안선에 평행하게 들어오는 성질이 있다. 따라서 파도가 경사진 곳으로 들어올 때나 해안선에 직각으로 들어올 때나 상당한 양의 바닷물이 연안을 향해 오기 때문에 이것을 잘 처리하지 않으면 해안가에서 물이 솟아오르게 된다.  그런데 자연적으로 이러한 처리를 하는 것이 바로 립 커런트(이안류)라는 흐름이다. 이 흐름은 해안 곳곳에서 좁은 급류가 되어 먼바다를 향해 흐르고 있다. 바다에서 해수욕을 할 때 조난자가 생기는 것은 대부분 이 리프 카렌트 때문이라고 할 수 있다. 만약 먼바다로 향하는 급류에 휘말렸다면 당황하지 말고 해안선에 평행하게 헤엄을 쳐서 탈출하고, 그런 다음 해안을 향해 헤엄쳐서 돌아오면 된다.

## 고파
대양의 태풍에서 불어오는 전형적인 큰 물결에 의한 높은 파도는 고파(高波)라고 하며 큰 파도가 몇 개 잇따라 오고, 그 다음에는 작은 파도가 잠시 밀려오는 성질을 갖고 있다. 그러므로 엄중한 주의를 요구한다.